# 不三得七
不三得七（ふさんとくしち）とは、律令制において、田租の収入の安定化のために採用された制度で、国ごとに、国内の田租の最低7割を国庫収入として確保することを、国司の責任としたものである。

## 概要
奈良時代および平安時代において、古代の未熟な農業技術では水害、干害、虫害、霜害などの天災による公田の荒廃（損田）を防止することは不可能であったため、律令制下においても、自然災害の稲作の損害の割合を戸ごとに十分法で著し、「損八分」以上は租庸調、「七分」では租調、「六分」・「五分」では租が免除される仕組みになっていた。すなわち、令（賦役令）においても、5割減収の場合には田租は全免されることになっていた。
令の規定以外でも、天平12年（740年）の『遠江国浜名郡輸租帳』および、『延喜式』「主計下」によると、「損四分」以下の戸に対しても、損害の程度に比例して、租を減免する「半輸」という制度も採用されていた。
また、国司は「損四分」以下の戸については租帳に記載するだけで、特別に朝廷に報告する義務はなく、「損五分」以上の戸についてのみ、太政官に報告しなければならないとされており、事後報告でもよしとされていた。そのため、報告を偽って、損田を過分に申告して私腹を肥やすことが盛行していたともいう。
そのため、律令国家は、慶雲元年（704年）に、損戸が50戸以上の場合、減免措置をとる前に前もって太政官に報告することを義務づけ、同3年（706年）には、免税が庸や調にまで及ぶ「損七戸」以上の場合、国司の裁量権を49戸までとし、50戸以上になる場合は、9月20日までに太政官に上申することにした。しかし、一向に事態は改善されず、神亀元年（724年）に発令された格が「不三得七」法であり、国内の田租を通計して、その3割は国司の裁量に委任し、自動的に免除し、その7割を収納し、確保するということにしたのである。
そののち、延暦16年（797年）に人別8割収納、同19年（800年）に人別7割収納、同21年（802年）に戸別8割収納となった。これらの改正では、国内通計をやめ、戸別の定免制度を採用し、例外的かつ制限的な事項をつけ加えて、定免法のもつ短所を補おうとしている。だが、この制度では凶作の年において、農民が負担に堪えられないという理由で、国司の反発を招き、大同元年（806年）に、国内を通計して7割以上収納の元の制度へと戻した。ただし、この場合でも、延暦21年の制度で定められた「損七分」以上の国司裁量権、すなわち国の等級によって一定戸数を限るという規定を継承し、『弘仁式』・『延喜式』へと受け継がれている。
なお、大同元年には臨時措置として、伊賀国・紀伊国・淡路国の3ヶ国が年来不作で、百姓が疲弊しているため、この年を含めて6年間（弘仁2年、811年）までの田租の「四分」を損田、「六分」を得田として収納することが定められ、同月同じ理由で、備後国・安芸国・周防国にも同じ措置が取られている。